# Das Mambospiel
Das Mambospiel (Alternativtitel Das Mambospiel – Streiten ist schön) ist eine deutsche Tragikomödie von und mit Michael Gwisdek aus dem Jahr 1998. In den Haupt- beziehungsweise tragenden Rollen agieren neben Gwisdek, Corinna Harfouch, Jürgen Vogel, Uwe Kockisch, Henry Hübchen, Michael Schweighöfer, Franziska Petri und Anna Loos.
Kino.de befand: „Intimes Psychogramm zweier Kreativer im Spiel um Sex, Sinn und Selbstbetrug. Einziger deutscher Berlinale-Beitrag.“

## Handlung
Der Schauspieler Martin ist nicht gerade erfolgreich in dem, was er tut. Er gilt zwar als emphatisch, aber auch als versponnen unter seinen Kollegen vom Film. Martin ist ziemlich kindlich geblieben und träumt davon, als Regisseur einen Film über das Thema Rock ’n’ Roll zu drehen. Schon über einen langen Zeitraum sucht er mit einer gewissen Besessenheit einen Produzenten für seine Filmidee, jedoch ohne Erfolg. Sein Traum scheint für den ziellos durch die Berliner Innenstadt ziehenden Mann in weiter Ferne zu liegen.
Auf der anderen Seite ist da Maria, eine engagierte Schauspielerin, die aber nicht die Rollen bekommt, die sie sich wünschen würde. Auch finanziell kann sie sich gerade so über Wasser halten. Ihr Freund Gregor trägt ebenfalls nicht dazu bei, dass sich die Situation der beiden verbessert. Den Roman, den er geschrieben hat, will niemand verlegen. Als Maria eines Tages in einem Papierkorb eine Plastiktüte mit Geldscheinen erblickt, kann sie nicht widerstehen und nimmt das Geld an sich. Wie sich später herausstellt, stammt es aus einem Banküberfall. Unsicher, wie sie ihr Leben nun verändern soll, versucht Maria, Gregor von ihrem Fund zu berichten. Da dieser ihr, wie so häufig, aber überhaupt nicht zuhört, verwirft sie diesen Gedanken wieder. Da Maria nicht so recht weiß, ob sie das Geld einfach so behalten soll, nimmt sie die Einladung eines Bankangestellten der bestohlenen Bank an, um diesen ein wenig auszuhorchen. Er erzählt ihr während des langweilig verlaufenden Abendessens, dass die Bank gegen Raub versichert sei und ihr kein Schaden entstehe.
In dieser für sie schwierigen Situation kommt Maria auf die Idee, sich an ihren einstigen Lebensgefährten Martin zu wenden. Als sie diesem nach drei Jahren plötzlich gegenübersteht, ist Martin erst einmal fassungslos. Immerhin hatte sie ihn seinerzeit mit den Worten verlassen: „Lass mich mal einen Tag allein verleben.“ Als Maria ihm von ihrem Fund berichten will, wird sie immer wieder von Martin unterbrochen, der nur seine Filmidee im Kopf hat, und glaubt seine eigene Begeisterung würden andere teilen. Maria ist davon so genervt, dass sie es aufgibt, Martin davon zu erzählen, was ihr widerfahren ist. Trotzdem entdeckt das ehemalige Paar, dass die erotische Anziehungskraft zwischen ihnen immer noch da ist. Man trifft sich wieder häufiger, auch wenn es immer wieder zu Streitereien kommt. Doch die Annäherung ist nicht problemlos. Martin, der eine Ziehtochter namens Julia hat, fühlt sich aber auch durch deren Probleme mehr als einmal genervt. Julia hat das Talent, sich immer wieder in gefährliche Situationen hineinzumanöverieren. Als sie im Hinterzimmer einer Bar vergewaltigt wird und weinend Beistand bei Martin sucht, verkennt er die Situation, da er glaubt, Julia wolle nur wieder Geld von ihm, da sie drogenabhängig ist. Vor allem aber seine Besessenheit hinsichtlich seiner Filmpläne, die er mit Unterstützung einiger Schauspielkollegen beharrlich und mit großem Eifer weiterentwickelt, ist für Maria nicht leicht zu ertragen. Ohne von Marias Geldsegen zu wissen, erklärt Martin ihr, dass Frauen, die plötzlich Geld hätten, sich zu ihrem Nachteil verändern würden. Als Maria wissen will, ob das bei Männern anders sei, meint er nur lapidar, dass Männer und Geld zusammengehören würden, Frauen und Geld hingegen, das sei unnatürlich. Nun will Maria es wissen und diniert mit ihrem Ex-Mann im teuersten Hotel der Stadt. Sie erklärt ihm, sie habe im Lotto gewonnen.
Als Maria einige Zeit später bei Martin auftaucht, ist er gerade mit einer Claudia zugange. Enttäuscht läuft sie davon, um ihn später anzurufen und ihm zu sagen, dass sie sich von ihm verabschieden wolle, da sie jetzt erst einmal mit ihrem Gewinn eine Weltreise machen werde. Eigentlich habe sie ja vorgehabt, ihn mitzunehmen, aber er sei ja beschäftigt. Es bleibt allerdings bei der Idee, da Maria nicht fährt, sondern sich weiter mit Martin trifft. Ein ewiges Hin und Her beginnt.
Als man einen Abschiedsbrief Julias findet, in dem sie schreibt, dass es besser für alle sei, wenn sie nicht mehr da sei und weiter Probleme mache, sorgt sich nicht nur ihre Mutter. Sie überlässt es Maria, Martin davon zu erzählen. Julias Zeilen waren jedoch ganz anders gemeint. Martin findet heraus, dass sie zusammen mit einem Freund erst zu einer Hochzeit nach Bulgarien und dann nach Griechenland aufbrechen will.
Nachdenklich geworden, macht Martin Maria einen Antrag und meint, sie wünsche sich doch ein Kind, sie könnten ja jetzt nach Hause gehen und damit anfangen. Maria erwidert lächelnd, das sei bereits passiert, woraufhin Martin ziemlich perplex ist. Inzwischen hat Maria auch mit dem gefundenen Geld ein Haus im Grünen gekauft, worin das Paar lebt. Was nicht aufhören will, sind allerdings ihre Streitereien. Kurz vor einem gemeinsamen Flug, Maria ist inzwischen hochschwanger, meint sie zu Martin, ob sie ihm einmal eine gute Geschichte erzählen solle: „Eine Frau findet in einem Papierkorb eine Plastiktüte mit Geld, das aus einem Banküberfall stammen soll. Am nächsten Tag liest sie in der Zeitung, dass der Täter geständig ist und dass man davon ausgeht, dass das Geld in der Müllverbrennungsanlage gelandet ist.“ Martin erwidert, das sei eine gute Idee, die gerade für den Filmvorspann reiche, was solle man aber in den restlichen 1½ Stunden erzählen. Wie es einige Zeit später aussieht, dreht Martin dann aber doch genau diesen Film und das mit Erfolg.

## Produktion

### Produktionsnotizen
Der von der NDF neue deutsche Filmgesellschaft mbH, Berlin, produzierte Film entstand in Co-Produktion mit dem Südwestrundfunk (SWR, Stuttgart), Arte G.E.I.E, Straßburg und dem Mitteldeutschen Rundfunk (MDR, Leipzig). Die Redaktion des Films lag bei Thomas Martin, Sabine Manthey und Manfred Zurhorst, die Herstellungsleitung bei Matthias Walther, die Produktionsleitung bei Lutz Wittke und die Aufnahmeleitung bei Werner Teichmann. Die Dreharbeiten fanden ab dem 4. Juli statt und erstreckten sich auch auf den Monat August 1997. Wieso der Filmtitel Das Mambospiel laute, erklärte Michael Gwisdek im Film als trickreiches Schlitzohr Martin wie folgt: „Du musst es sein, der dem Anderen zuerst in die Fresse schlägt, und zwar kräftig.“
Eine FSK-Prüfung fand am 12. März 1998 unter der Nummer 79363 statt und ergab eine Freigabe ab 16 Jahren mit dem Vermerk „feiertagsfrei“. Für den Verleih des Films war die Kinowelt Filmverleih GmbH, München, zuständig.
Michael Gwisdek und Corinna Harfouch waren zur Zeit als der Film entstand tatsächlich ein Ehepaar. Sie waren von 1985 bis 2007 verheiratet, eine Trennung erfolgte jedoch bereits 1999.

### Veröffentlichung
Der Film wurde am 22. Februar 1998 auf der Berlinale vorgestellt, bevor er am 26. März 1998 in die Kinos kam. In den Vereinigten Staaten wurde er am 24. Oktober 1998 unter dem Titel The Big Mambo auf dem AFI-Fest gezeigt. In Frankreich wurde er im Fernsehen unter dem Titel Le jeu du mambo gezeigt. Im deutschen Fernsehprogramm wurde der Film erstmals am 23. August 1999 vom Sender Arte ausgestrahlt.
Studiocanal/Kinowelt gab den Film am 4. April 2008 auf DVD heraus.

## Kritik
Das Filmdienst war nicht sonderlich angetan von dem Film und schrieb: „Die dünne Handlung dient als roter Faden für eine Revue mehr oder weniger gelungener Gags, die sich kaum einmal zu einer überzeugenden Einheit verdichten. Auch die guten Darsteller können nicht darüber hinwegtäuschen, daß die Mischung aus (Beziehungs-)Komödie und Großstadtdrama an der uneinheitlichen Erzählhaltung zwischen Ernsthaftigkeit und parodistischer Satire scheitert.“
Auch Richard Oehmann von Cinema konnte dem Film nichts abgewinnen und meinte, hoffentlich habe der „Regisseur und Schauspieler Michael Gwisdek viele Freunde“, denn sie „dürften die einzigen sein, die sich für seine peinliche Erotik-Midlife-crisis interessieren“ würden. „Alles in diesem Film“ wirke „so peinlich, daß´man mitfühle mit Gwisdeks Partnerin Corinna Harfouch“, die „auch im wahren Leben an seiner Seite“ sei. Weiter hieß es: „Regisseur, Autor und Hauptdarsteller Gwisdek ahnte schon bei der Premiere seines Films auf der Berlinale: ‚Ich habe mich übernommen.‘ Wahrlich, das hat er.“ Das Fazit lautete dann auch: „Nur für Freunde des Regisseurs“.
Die Kritikerrezension des Online-Portals Kino.de fiel zwiespältig aus. So hieß es dort, dass den Schauspieler und Regisseur Michael Gwisdek „mit seinem Vorbild Woody Allen der Drang zu endlosen Monologen über Sex, Sinn und Selbstbetrug“ verbinde. Und weiter: „Nur, daß Kreuzberg nicht Manhattan und das Spiel mit Genre und Zitaten nicht unbedingt seine Stärke ist. So hinterließ ‚Das Mamobspiel‘, der einzige deutsche Wettbewerbsbeitrag auf der Berlinale, einen reichlich zwiespältigen Eindruck – ein grotesker, irrwitziger Abgesang aufs deutsche Filmschaffen, mal langatmige, mal bitterböse Farce; ein sarkastisches ‚Ironical‘, das sich selbst permanent auf die Schippe nimmt.“ Man könne „Gwisdeks Unverfrorenheit als rotzfreche, süffisante Attacke bestaunen oder sich maßlos darüber aufregen. Was nach kreuzbarer Komödie klingt und durch das atmosphärische Setting in wehmütiger Alt-Hippie-Nostalgie auch danach aussieht, kommt durch den ironischen Dauergestus kräftig ins routieren.“ Abschließend stellte man fest: „Wer sich auf die schräge Schrulle einlassen kann und Gwisdeks trockenen Humor teilt, versteht auch das Holtertipolter der Handlung als Reverenz an den Nonsens. Ein wilder Tanz für Kinosüchtige, der das große Publikum wohl schon nach wenigen Takten aus dem Rhythmus bringt.“
Auch der Kritiker im Spiegel konnte mit dem Film nichts anfangen, in dem ein „alternder Schauspieler“ davon „faselt“, einen Film machen zu wollen. Leider sei dies „nicht ein prima Verlierer-Drama“, sondern ein „Faselfilm“, der Deutschland im Wettbewerb der Berlinale vertreten habe: „als Beziehungs-Catch-as-catch-can, als Farce, als Filmzitatesammlung, als Vater-Tochter-Minidrama und als Kalauerhalde“. Aber „das Chaos“ sei „nicht schräg, wie sein Macher […] wohl glaub[e], sondern einfach nur schief“.
Marie Anderson befasste sich für Kinozeit mit dem Film und konnte ihm im Gegensatz zu vielen anderen Kritikern, viel abgewinnen. ‚Das Mambospiel‘ nehme „mit illustrer, prominenter Besetzung so ganz nebenebei kräftig die deutsche Filmszene auf den Arm“, sei „aber vor allem eine unsentimentale, überwiegend heitere Liebesgeschichte mit mitunter knallharten Wendungen, die den leichten, doch deftigen Ton gelegentlich drastisch dämpfen“ würden. „Inwiefern plötzlicher Reichtum das Leben eines Menschen verändert, ist die Frage, die der Film humorig und ernst zugleich nicht eindeutig beantwortet, sondern unprätentiös hier und da aufklingen lässt.“ Anderson spricht von Szenen, die sich zum Ende hin „noch einmal sehr schön schlüssig und spannend“ zuspitzen würden und „einer Inszenierung, die mit zahlreichen witzig verzerrten filmischen Zitaten trotz einiger leicht wirrer Wendungen immer wieder spannend und unterhaltsam“ bleiben würden. Der Film besteche aber „vor allem durch seine mitunter bitterbösen Dialoge, die sich mit der Filmbranche ebenso beschäftigen“ würden „wie mit Liebe und Sex, sowie durch das widerborstig-harmonische Zusammenspiel eines absolut sehenswerten Ensembles, das mit Schauspielern wie Henry Hübchen, Anna Loos und Dietmar Bär in Nebenrollen“ aufwarte.